# Емблема Афганістану
Герб Афганістану — Національна Емблема Афганістану є на прапорі Афганістану і існує практично починаючи з появи й утворення самої країни. Її не було у 1980-ті, коли при владі був комуністичний режим, і наприкінці 1990-х — під час правління Талібану.
В останній версії герба додана Шахада арабською мовою нагорі. Нижче від цього — зображення мечеті з міхрабом перед Меккою з молитовною циновкою усередині. Прикладені до мечеті два прапори — прапори Афганістану. Нижче від мечеті напис, що означає назву націй. Навколо мечеті гірлянда.

## Галерея історичних гербів

Герб Емірата Афганістан (1901-1919).
Герб Емірата Афганістан (1919-1926).
Герб Афганістану (1926-1928).
Герб Афганістану 1928-1929 рр.
Герб Афганістану 1931-1973 рр.
Герб Афганістан 2002-2004 рр.